# Мексиканска палмова отровница
Мексиканската палмова отровница (Bothriechis rowleyi) е вид змия от семейство Отровници (Viperidae). Видът е уязвим и сериозно застрашен от изчезване.

## Разпространение
Разпространен е в Мексико.

## Описание
Продължителността им на живот е около 12,8 години. Популацията на вида е намаляваща.